# Beihefte zur Nova Hedwigia
Beihefte zur Nova Hedwigia (w literaturze cytowany jako Beih. Nova Hedwigia) – dodatek uzupełniający (suplement) do czasopisma Nova Hedwigia. Publikowane w nim są artykuły dłuższe, dla których brakło miejsca w tym czasopiśmie. Są to obszerniejsze prace monograficzne, np. rewizja gatunków. Artykuły w suplemencie są tak samo jak w czasopiśmie recenzowane. Zakres publikowanych prac taki sam jak w czasopiśmie: taksonomia, morfologia, budowa mikroskopowa i ekologia wszystkich grup plechowców, w tym sinic i grzybów. Artykuły są w języku angielskim.
Do września 2020 r. wyszło 150 numerów Beihefte zur Nova Hedwigia. Online bezpłatnie dostępny jest ich wykaz, spis treści oraz streszczenia artykułów. Pobieranie pełnych artykułów jest płatne.